# Hannovers voetbalkampioenschap 1917/18
In 1917/18 werd het dertiende Hannovers voetbalkampioenschap gespeeld, dat georganiseerd werd door de Noord-Duitse voetbalbond. Eintracht Hannover werd kampioen, er was dit jaar geen Noord-Duits eindronde voor clubs. 

## Eindstand
| Plaats | Club                       | Wed. | W | G | V | Saldo | Ptn  |
| ------ | -------------------------- | ---- | - | - | - | ----- | ---- |
| 1.     | FC Eintracht 1898 Hannover | 8    | 6 | 0 | 2 | 21:9  | 12:4 |
| 2.     | FC Arminia Hannover        | 8    | 5 | 1 | 2 | 21:16 | 11:5 |
| 3.     | Hannoverscher SV 96        | 8    | 4 | 1 | 3 | 23:12 | 9:7  |
| 4.     | FC Germania 06 Lehrte      | 8    | 2 | 0 | 6 | 19:29 | 4:12 |
| 5.     | FC Germania 1897 Hannover  | 8    | 2 | 0 | 6 | 12:30 | 4:12 |

|  | Kampioen |